# Liste der Baudenkmäler in Nordheim vor der Rhön
Auf dieser Seite sind die Baudenkmäler in der unterfränkischen Gemeinde Nordheim vor der Rhön zusammengestellt. Diese Tabelle ist eine Teilliste der Liste der Baudenkmäler in Bayern. Grundlage ist die Bayerische Denkmalliste, die auf Basis des Bayerischen Denkmalschutzgesetzes vom 1. Oktober 1973 erstmals erstellt wurde und seither durch das Bayerische Landesamt für Denkmalpflege geführt wird. Die folgenden Angaben ersetzen nicht die rechtsverbindliche Auskunft der Denkmalschutzbehörde.

## Baudenkmäler nach Gemeindeteilen

### Nordheim
| Lage                                                                                 | Objekt                                                                | Beschreibung | Akten-Nr.              | Bild |
| ------------------------------------------------------------------------------------ | --------------------------------------------------------------------- | --- | ---------------------- | --- |
| Alex-Hösl-Straße 24 (Standort)                                                       | Ehemaliges Gelbes Schloss der Freiherren von der Thann, Altes Schloss | Hauptbau im Schlosshof, Fachwerkhaus auf steinernem Untergeschoss, bezeichnet „1578“, nach 1803 als Synagoge genutzt | D-6-73-147-6           | weitere Bilder |
| Alex-Hösl-Straße 20 (Standort)                                                       | Putzbau                                                               | traufständig, barock, mit seitlicher Tordurchfahrt, Marienfigur, Mansardwalmdach, 18. Jahrhundert | D-6-73-147-6           | weitere Bilder |
| Alex-Hösl-Straße 30 (Standort)                                                       | Wohnhaus                                                              | Fachwerk mit Halbwalmdach, giebelständig, zweigeschossig, um 1800 | D-6-73-147-7           | weitere Bilder |
| Alex-Hösl-Straße 32 (Standort)                                                       | Satteldachhaus                                                        | Giebelständig, mit Fachwerkobergeschoss, 17. Jahrhundert | D-6-73-147-8           | weitere Bilder |
| Alex-Hösl-Straße 34 (Standort)                                                       | Ehemaliges Zehnthaus                                                  | Giebelständiges Satteldachhaus, dreigeschossig mit massivem Erdgeschoss und reichem Zierfachwerk in den Obergeschossen, figürlich geschnitzter Eckständer, an den Brüstungen des zweiten Obergeschosses Reliefs und Inschriften, bezeichnet „1681“                                                                      | D-6-73-147-9           | weitere Bilder |
| Alm rechts, an der Straße nach Fladungen (Standort)                                  | Steinkreuz                                                            | Bezeichnet „1857“ | D-6-73-147-33          | weitere Bilder |
| Bahnhofstraße 2 (Standort)                                                           | Evangelisch-lutherische Kirche, 1926 als Tanzsaal erbaut              | Fachwerkbau mit Dachreiter, seit 1933 evangelisch-lutherische Kirche, 1978–1980 eingreifend renoviert, mit Ausstattung | D-6-73-147-5           | BW |
| Bahnhofstraße 10 (Standort)                                                          | Ehemaliger Bahnhof                                                    | Zweigeschossiger Mansardwalmdachbau, Polygonalmauerwerk, 1899 | D-6-73-147-39          | BW |
| Bothengasse 6 (Standort)                                                             | Satteldachhaus                                                        | Fachwerk mit bauzeitlicher Haustür, 1797 | D-6-73-147-10          | weitere Bilder |
| Breiter Rasen (Standort)                                                             | Steinkreuz                                                            | 1880 | D-6-73-147-20          | BW |
| Gansecke 3 ()                                                                        | Befestigungsmauer, Reste der Ortsbefestigung                          | Bruchsteinmauerwerk, spätes 16. Jh. | D-6-73-147-55          | |
| Heufurter Straße, an der Straße nach Fladungen (Standort)                            | Heiligenhäuschen                                                      | Trinitätsrelief, Mitte 19. Jahrhundert | D-6-73-147-35          | BW |
| Hinterm Dorf (Standort)                                                              | Bildstock                                                             | Vesperbild, 1859 | D-6-73-147-11          | BW |
| Judengasse 4 (Standort)                                                              | Ehemalige Synagoge                                                    | zweigeschossiger Halbwalmdachbau mit massivem Erdgeschoss über Sandsteinsockel, Obergeschoss mit Fachwerk, 1852 | D-6-73-147-53          | BW |
| Kapellenberg (Standort)                                                              | Sebastianskapelle                                                     | Saalkirche mit Dachreiter und eingezogenem Rechteckchor, Kreuzigungsgruppe an der Südseite, 1636–70; mit Ausstattung | D-6-73-147-12          | weitere Bilder |
| Kapellenberg (Standort)                                                              | Eremitenhäuschen                                                      | 1720 | D-6-73-147-12          | BW |
| Kapellenberg; Kapellenweg, am Weg zur Sebastianskapelle (Standort)                   | Kreuzweg                                                              | Heiligenhäuschen mit Gipsreliefs hinter eisernen Schutzgittern, 1906/07 | D-6-73-147-13          | BW |
| Kirchberg 2 (Standort)                                                               | Katholische Pfarrkirche Johann Baptist                                | Saalkirche mit eingezogenem Chor und ehemaligem Chorturm als Chorseitenturm, ehem. Chorturmkirche, ehemaliger Chorturm 14. Jahrhundert mit Obergeschoss von 1565, Chor 1609, Langhaus 1696–98, 1972–74 um Querhaus und Sakristeianbau (nördlich des Turms) erweitert, Querarme 2008 wieder abgebrochen; mit Ausstattung | D-6-73-147-4           | weitere Bilder |
| Kirchberg, im Friedhof (Standort)                                                    | Friedhofskreuz                                                        | 1866 | D-6-73-147-4 zugehörig | weitere Bilder |
| Kirchberg 2, 4, Nähe Domdechant-Benkert-Weg, Nähe Kirchberg (Standort)               | Kirchhofbefestigung                                                   | Mit Rundturm | D-6-73-147-4 zugehörig | weitere Bilder |
| Kirchberg 2, 4, Nähe Domdechant-Benkert-Weg, Nähe Kirchberg (Standort)               | Kirchgaden                                                            | Die südöstlichen zum Teil bezeichnet: „1547“, „1607“ und „1629“ | D-6-73-147-4 zugehörig | weitere Bilder |
| Kirchberg 2, im Friedhof (Standort)                                                  | Taufbecken                                                            | achteckiges Sandsteintaufbecken, gotisch, 14. Jh. | D-6-73-147-4 zugehörig | weitere Bilder |
| Kirchberg 2, im Friedhof (Standort)                                                  | Priestergrabmale                                                      | 1859, 1938, 1946 | D-6-73-147-4 zugehörig | weitere Bilder |
| Kirchberg 4 (Standort)                                                               | Ehemalige Schule                                                      | Stattlicher verputzter Steinbau mit nachgotischem Türgewände, bezeichnet „1611“ | D-6-73-147-14          | weitere Bilder |
| Nähe Kirchberg, Von-der-Thann-Straße 28, am oberen Ende des Totengässchen (Standort) | Pforte                                                                | Sitznischenportal mit gekehltem Rundbogen, sächsischem Wappen und Datierung, bezeichnet „1603“ (ursprünglich in einem abgebrochenen Gebäude an der Von-der-Thann-Straße) | D-6-73-147-24          | BW |
| Korngasse 2 (Standort)                                                               | Satteldachhaus                                                        | Mit Fachwerkobergeschoss, 17. Jahrhundert, eine Giebelseite im 19. Jahrhundert erneuert | D-6-73-147-15          | weitere Bilder |
| Lichtenburger Weg, an der Straße nach Ostheim (Standort)                             | Lengemannskreuz                                                       | Steinkreuz, 16. Jahrhundert | D-6-73-147-32          | BW |
| Marktplatz 7 (Standort)                                                              | Rathaus                                                               | Sockelgeschoss in Stein, darüber zwei Fachwerkgeschosse, Satteldach, 1671 über älterem Kern erneuert | D-6-73-147-16          | weitere Bilder |
| Marktplatz 8 (Standort)                                                              | Traufseithaus                                                         | Mit Tordurchfahrt, vorkragendes Obergeschoss, Fachwerk, 17. Jahrhundert | D-6-73-147-17          | weitere Bilder |
| Marktplatz 11 (Standort)                                                             | Wohnhaus                                                              | Eingeschossig mit Fachwerkgiebel, 18. Jahrhundert | D-6-73-147-18          | BW |
| Marktplatz 12 (Standort)                                                             | Satteldachhaus                                                        | Giebelständiges verputztes Fachwerk, zweigeschossig, mit Vorkragungen an der Giebelfront, 18. Jahrhundert | D-6-73-147-19          | weitere Bilder |
| Marktplatz, Streu (Standort)                                                         | Steinbrücke über die Streu                                            | Dreibogig, 1548 | D-6-73-147-36          | weitere Bilder |
| Marktplatz, Streu (Standort)                                                         | Brückenfigur                                                          | Heiliger Johannes Nepomuk, 18. Jahrhundert | D-6-73-147-36          | weitere Bilder |
| Nähe Marktplatz (Standort)                                                           | Kriegerdenkmal                                                        | Steinstele mit bekrönender Löwenfigur über Relieffries, 1926 | D-6-73-147-41          | weitere Bilder |
| Rommental, an der Straße nach Fladungen (Standort)                                   | Bildstock                                                             | Kreuzigungsrelief, 17. Jahrhundert | D-6-73-147-34          | BW |
| Sondheimer Straße 1 (Standort)                                                       | Eckhaus                                                               | Mit Fachwerkobergeschoss und Satteldach, 17./18. Jahrhundert | D-6-73-147-21          | weitere Bilder |
| Sondheimer Straße 5 (in der Gartenmauer) (Standort)                                  | Kreuz                                                                 | 16. Jahrhundert | D-6-73-147-23          | [[Vorlage:Bilderwunsch/code!/C:50.476634,10.183468!/D:Sondheimer Straße 5 (in der Gartenmauer), Kreuz!/\|BW]]                                                              |
| Sondheimer Straße 5 (in der Gartenmauer) (Standort)                                  | Inschrifttafel der ehemaligen 1584–1588 errichteten Ortsummauerung    | Bezeichnet „1584“ | D-6-73-147-23          | [[Vorlage:Bilderwunsch/code!/C:50.476619,10.183444!/D:Sondheimer Straße 5 (in der Gartenmauer), Inschrifttafel der ehemaligen 1584–1588 errichteten Ortsummauerung!/\|BW]] |
| Streu (Standort)                                                                     | Bildstock                                                             | Kreuzigungsgruppe, bezeichnet „1660“ | D-6-73-147-22          | BW |
| Untere Torgasse 7 ()                                                                 | Ehemalige jüdische Schule                                             | zweigeschossiger Halbwalmdachbau, Erdgeschoss massiv, Obergeschoss verputztes Fachwerk, Eingangstüre mit Spuren der Mesusa (Türpfostenzeichen) und Inschrift, bez. 1893, im Kern frühes 19. Jahrhundert; im Nebengebäude Mikwe, 1894                                                                                    | D-6-73-147-52          | |
| Untere Torgasse 9 (Standort)                                                         | Satteldachhaus                                                        | Verputztes Fachwerk, Vorkragungen an der Stockschwelle und am Giebel, 17./18. Jahrhundert | D-6-73-147-25          | BW |
| Untere Torgasse 10 (Standort)                                                        | Satteldachhaus                                                        | Zweigeschossiges Fachwerkhaus mit figürlich geschnitztem Eckständer zur Streu, 17./18. Jahrhundert | D-6-73-147-26          | weitere Bilder |
| Untere Torgasse 11 (Standort)                                                        | Satteldachhaus                                                        | Giebelständig, zweigeschossig, Fachwerk verputzt, um 1700, Haustür 19. Jahrhundert | D-6-73-147-2           | weitere Bilder |
| Untere Torgasse 13 (Standort)                                                        | Satteldachhaus                                                        | Zweigeschossiger Fachwerkbau mit geschnitztem Eckständer, um 1700 | D-6-73-147-3           | weitere Bilder |
| Untere Torgasse 14 (Standort)                                                        | Unteres Tor                                                           | Zweigeschossiger Anbau mit Satteldach und Fachwerkobergeschoss, figürlichem Eckständer, 17./18. Jh., Haustür um 1910 | D-6-73-147-27          | weitere Bilder |
| Untere Torgasse 15 (Standort)                                                        | Unteres Tor                                                           | Dreigeschossiger Bau mit Halbwalmdach und spitzbogigem Tor, im Kern spätgotisch, um 1585, Fachwerkobergeschosse zweite Hälfte 17. Jahrhundert und erste Hälfte 18. Jahrhundert | D-6-73-147-27          | weitere Bilder |
| Von-der-Thann-Straße (Standort)                                                      | Bildstock                                                             | Geböschter Sockel mit ionischer Säule, Aufsatz mit flacher Nische und Reliefs eines hl. Bischofs (hl. Kilian?) und der Kreuzigungsgruppe, Sandstein, barock, bez. 1750 | D-6-73-147-44          | weitere Bilder |
| Von-der-Thann-Straße (Standort)                                                      | Laufbrunnen                                                           | Gusseisen, Brunnenstock bezeichnet mit "C.L. Rexroth Lohr a/M", Brunnenbecken mit Neptunrelief, bezeichnet mit "Strombergen Neuhütte", 2. Hälfte 19. Jahrhundert | D-6-73-147-48          | BW |
| Von-der-Thann-Straße 18 (Standort)                                                   | Fachwerkhaus                                                          | Auf unregelmäßigem Viereckgrundriss mit steilem Satteldach, 17./18. Jahrhundert | D-6-73-147-28          | weitere Bilder |
| Von-der-Thann-Straße 25 (Standort)                                                   | Satteldachhaus                                                        | Traufständig, unter dem Verputz Zierfachwerk, freigelegter Eckständer mit Mondsichelmadonna, 18. Jahrhundert | D-6-73-147-29          | BW |
| Von-der-Thann-Straße 28 (Standort)                                                   | Ehemaliges Weißes Schloss                                             | Zweiflügeliger dreigeschossiger Bau, Stein und Fachwerk, bis auf zwei Fachwerkgiebel verputzt, an der Hofseite Allianzwappenstein bezeichnet „1577“ und ein Bauinschriftstein mit Bauherrnwappen bezeichnet „1668“, 1651–68, im Kern wohl noch Teile aus der Zeit vor dem Stadtbrand 1640                               | D-6-73-147-30          | weitere Bilder |
| B 285 (Standort)                                                                     | Historischer Grenzstein                                               | Zur Markierung der Grenze zwischen Sachsen-Weimar-Eisenach und Bayern, 18. Jahrhundert | D-6-73-147-50          | BW |

### Neustädtles
| Lage                                                                   | Objekt                                    | Beschreibung | Akten-Nr.     | Bild           |
| ---------------------------------------------------------------------- | ----------------------------------------- | --- | ------------- | -------------- |
| Amtsstraße 1 (Standort)                                                | Hofanlage                                 | Zweigeschossiges Fachwerkhaus in Ecklage, auf hohem Steinsockel, mit Satteldach, Mitte 18. Jahrhundert, mit massivem rückwärtigem Anbau mit zweitversetztem Rundbogenportal 16. Jahrhundert | D-6-73-147-1  | BW             |
| Amtsstraße 1 (Standort)                                                | Hofanlage, Nebengebäude                   | | D-6-73-147-1  | BW             |
| Amtsstraße 1 (Standort)                                                | Hofanlage, Brunnen                        | 12 Meter tief, mit Bruchsteinen ausgemauert, um 1794 | D-6-73-147-1  | BW             |
| Graf-Alfred-von-Soden-Straße 16 a (Standort)                           | Katholische Pfarrkirche Mariä Heimsuchung | Saalkirche mit eingezogenem polygonalem Chor und Giebeldachreiter, 1864; mit Ausstattung | D-6-73-147-37 | BW             |
| Graf-Alfred-von-Soden-Straße 16 a, im Friedhof (Standort)              | Friedhofskreuz                            | Zweite Hälfte 19. Jahrhundert | D-6-73-147-37 | BW             |
| Karlsplatz 1 (Standort)                                                | Ehemaliges Schloss                        | Breitgelagerter traufständiger Satteldachbau mit über der Traufe aufsteigendem Dachturm in der Mitte, im Kern wohl erstes Viertel 18. Jahrhundert mit Veränderungen um 1794, der seitlich angefügte Mansarddachbau mit übergiebeltem Mittelrisalit zum Wirtschaftshof, 1835 von Ferdinand von Hohenhausen | D-6-73-147-38 | weitere Bilder |
| Karlsplatz 1, Graf-Alfred-von-Soden-Straße 17 (Standort)               | Schlosspark                               | Im westlichen Teil heute öffentliche Grünanlage, der nordwestliche Bereich heute zum Teil überbaut | D-6-73-147-38 | BW             |
| Karlsplatz 6 (Standort)                                                | Evang.-luth. Kirche                       | Rechteckiger Saalbau mit Satteldach und westlichem Dachreiter mit verschiefertem Glockendach, 1855/56; mit Ausstattung | D-6-73-147-43 | BW             |
| Judenkopf, auf der Anhöhe zwischen Willmars und Neustädtles (Standort) | Jüdischer Friedhof                        | Mit ca. 1400 Grabsteinen, um 1800 angelegt, Belegung bis ins 20. Jahrhundert | D-6-73-147-40 | BW             |

## Ehemalige Baudenkmäler
In diesem Abschnitt sind Objekte aufgeführt, die früher einmal in der Denkmalliste eingetragen waren, jetzt aber nicht mehr. Objekte, die in anderem Zusammenhang – also z. B. als Teil eines Baudenkmals – weiter eingetragen sind, sollen hier nicht aufgeführt werden. Aktennummern in diesem Abschnitt sind ehemalige, jetzt nicht mehr gültige Aktennummern.

| Lage                                                         | Objekt       | Beschreibung | Akten-Nr.     | Bild           |
| ------------------------------------------------------------ | ------------ | --- | ------------- | -------------- |
| Nordheim Hafnergasse 4 (an der Sondheimer Straße) (Standort) | Steinkreuz   | spätmittelalterlich | D-6-73-147-49 | Steinkreuz     |
| Nordheim Von-der-Thann-Straße 8 (Standort)                   | Fachwerkhaus | Traufständigmit Satteldach, zweigeschossig über Bruchsteinsockel mit Freitreppe, 2. Hälfte 18. Jh., Haustüre in Formen des Neurokoko um 1920 | D-6-73-147-45 | weitere Bilder |